# Anders Jormin
Anders Jormin est un contrebassiste et compositeur suédois de jazz né en 1957 à Jönköping.
Anders Jormin étudie la contrebasse et l'improvisation à l'académie de musique de Göteborg, d'où il sort diplômé en 1979.
Jormin est actif comme musicien depuis les années 1980, mais il est surtout connu pour sa participation aux groupes de Charles Lloyd, Tomasz Stańko, et Bobo Stenson dans les années 1990 et 2000.
Jormin est particulièrement inspiré par les musiques traditionnelles, et en particulier la musique traditionnelle suédoise.

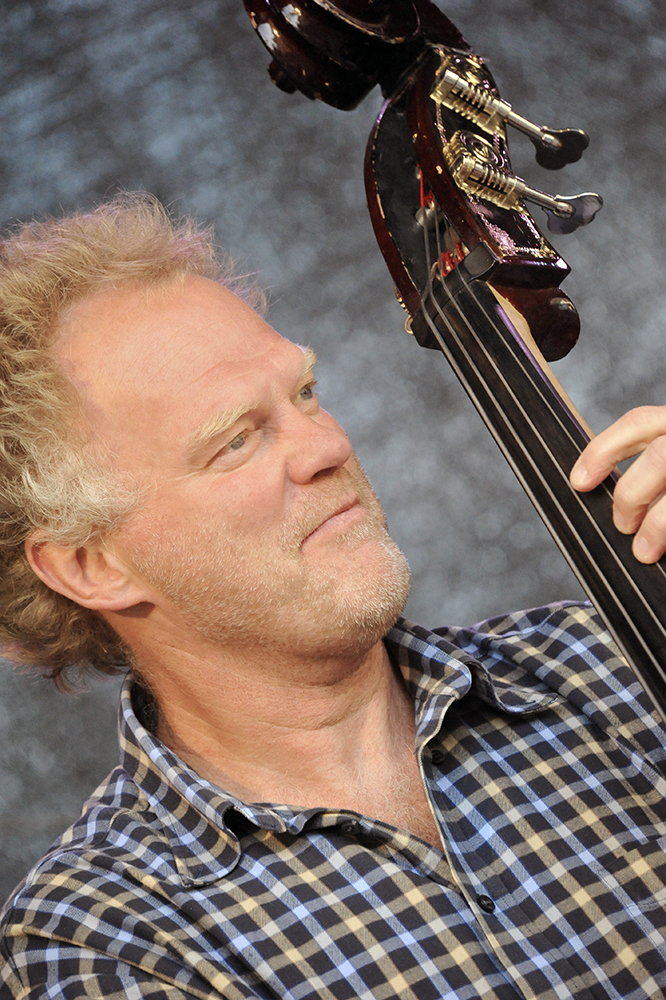
Anders Jormin avec Bobo Stenson sur scène au festival Stockholm Jazz Fest 2010.

## Discographie partielle
- 1984 - Nordic Light (Dragon)
- 1988 - Eight Pieces (Dragon)
- 1991 - Alone (Dragaon)
- 1993 - The Call de Charles Lloyd
- 1994 - Jord (Dragon)
- 1996 - Once (Dragon)
- 1998 - silvae (Dragon)
- 1999 - Xieyi (ECM)
- 2004 - In Winds, in Light (ECM)
- 2004 - Aviaja  (Footprint Records)